# 234e régiment d'assaut aérien de la Garde
Pour les articles homonymes, voir 234e régiment.
Le 234e régiment d'assaut aérien de la Garde (en russe : 234-й гвардейский десантно-штурмовой полк, abrégé en russe : 234 гв дшп), de son nom complet le 234e régiment d'assaut aérien de la Garde « de la mer Noire » des ordres du Drapeau Rouge et de Koutouzov de 3e classe, nommé d'après le Saint Alexandre Nevski (en russe : 234-й гвардейский десантно-штурмовой Черноморский ордена Кутузова 3-й степени полк имени Александра Невского), est un régiment des troupes aéroportées russes (n° d'unité 74268), qui fait partie de la 76e division d'assaut aéroporté de la Garde basée à Pskov, dans le district militaire ouest.

## Historique
L'unité reprend les traditions de plusieurs unités soviétiques antérieures, dont la première, le 221e régiment de fusiliers, est créée le 15 janvier 1926. Le régiment fait partie de la 74e division de fusiliers « Taman » (ru) créée le même jour. En l'honneur des mérites du 65e régiment de fusiliers, dont est séparé le 221e régiment, l'unité reçoit le titre honorifique « de la mer Noire ».
Le 19 août 1939, le 221e régiment est retiré de la 74e division, rejoignant la 157e division de fusiliers nouvellement formée. Sur la base du quartier général du régiment et de son 1er bataillon, l'unité est rebaptisée 384e régiment de fusiliers, toujours au sein de la division. Sa garnison est désormais déplacée à Novorossiïsk. Le 6 mars 1943, après la bataille de Stalingrad, la division et le régiment, pour le courage et l'héroïsme dont ont fait part les soldats, reçoivent le titre honorifique « de la Garde ». L'unité prend le nom de 234e régiment de fusiliers de la Garde. À la fin de la Seconde Guerre mondiale, le régiment est stationné à Kętrzyn, puis à Mrągowo.
Le 26 octobre 1945, le régiment et la division sont redéployés à Kirov jusqu'en juillet 1946, date à laquelle le régiment est redéployé à Kingissepp. Il est reformé le 7 juin 1946 à Novgorod sous le nom de 234e régiment d'assaut aérien de la Garde de la 76e division d'assaut aérien de la Garde. En 1947, sa garnison est transférée à Pskov. En 1949, l'unité est transformée en régiment aéroporté.
En 2014, le régiment participe à l'annexion de la Crimée par la fédération de Russie et combat lors de l'invasion russe de l’Ukraine à partir de 2022. L'unité perd plusieurs importants officiers au cours de la guerre, notamment le chef d'état-major du régiment, le lieutenant-colonel Igor Zharov et le commandant adjoint du régiment, le lieutenant-colonel Alexeï Afonine.
Le 22 décembre 2022, le journal américain The New York Times publie une vidéo d'enquête sur le massacre de Boutcha. À partir de caméras de surveillance vidéo, celles de témoins, des échanges radios et des appels téléphoniques, le quotidien identifie le 234e régiment comme étant responsable d'une partie importante du massacre, notamment dans la rue Yablunska,. L'enquête confirme également la présence du commandant du régiment au moment du meurtre de plusieurs civils, le lieutenant-colonel Artyom Gorodilov.

## Dans la littérature
Le régiment est référencé dans le roman Red Storm Rising de Tom Clancy, où il participe à l'opération Polar Glory, l'invasion soviétique de l'Islande. Dans le livre, le régiment voyage caché dans la cale du navire marchand MV Yulius Fuchik.